# Franziska Neiding
Franziska Louise Neiding (* 13. April 2001 in München) ist eine deutsche Schauspielerin und Synchronsprecherin.

## Leben
Franziska Neiding wirkt seit 2008 in mehreren Fernsehserien und Fernsehfilmen mit. In Hartmut Griesmayrs Schicksalstage in Bangkok spielte sie 2009 an der Seite von Suzanne von Borsody und Bettina Zimmermann. Im Folgejahr war sie in Lüg weiter, Liebling mit Hannelore Elsner und Götz George in den Hauptrollen in einer Nebenrolle als Melanie zu sehen. In dem Filmdrama Kennen Sie Ihren Liebhaber? stand sie als Zoë Stellmann als Filmtochter von Christine Neubauer vor der Kamera. 2013 war sie in der internationalen Kinoproduktion Circles (Krugovi) des serbischen Regisseurs Srdan Golubovic zu sehen. In der ZDF-Samstagskrimi-Reihe Kommissarin Heller übernahm sie von 2014 bis 2021 eine feste Rolle als Tochter des von Hans-Jochen Wagner dargestellten Kriminalhauptkommissars Hendrik Verhoeven.
Neben ihren Arbeiten vor der Kamera betätigt sie sich auch als Synchronsprecherin und Hörspielsprecherin, wie in Brian Percivals US-amerikanisch-deutschen Filmdrama Die Bücherdiebin und in dem von Deutschlandradio Kultur produzierten Kinderhörspiel Ampelmännchen sind keine Haustiere von Anna-Luise Böhm.
Franziska Neiding lebt in Berlin.

## Filmografie
- 2008: Familie Sonnenfeld (Fernsehserie, Folge Angst um Tiffy)
- 2008: Liesl Karlstadt und Karl Valentin (Fernsehfilm)
- 2008: Alles wieder gut (Kurzfilm)
- 2009: Schicksalstage in Bangkok (Fernsehfilm)
- 2010: Lüg weiter, Liebling (Fernsehfilm)
- 2010: Lilly Schönauer – Verliebt in einen Unbekannten (Fernsehreihe)
- 2010: Löwenzahn (Fernsehserie, Folge Hasen und Kaninchen – Gefährliche Grabung)
- 2010: SOKO Wismar (Fernsehserie, Folge Die letzte Chance)
- 2010: Being Killed
- 2011: Flemming (Fernsehserie, Folge Tödliches Glück)
- 2011: In aller Freundschaft (Fernsehserie, Folge Feuer und Wasser)
- 2011: SOKO Leipzig (Fernsehserie, Folge Vater, Mutter, Kind)
- 2012: Kennen Sie Ihren Liebhaber? (Fernsehfilm)
- 2012: Babuschka (Kurzfilm)
- 2013: Circles (Krugovi)
- 2014: Keine Zeit für Träume (Fernsehfilm)
- 2013–2021: Kommissarin Heller (Fernsehreihe)
  - 2013: Tod am Weiher
  - 2014: Der Beutegänger
  - 2015: Schattenriss
  - 2015: Querschläger
  - 2016: Hitzschlag
  - 2016: Nachtgang
  - 2017: Verdeckte Spuren
  - 2018: Vorsehung
  - 2021: Panik

## Synchronisation
- 2009: 17 Again – Back to High School
- 2013: Die Bücherdiebin

## Hörspiel
- 2012: Ampelmännchen sind keine Haustiere (Deutschlandradio Kultur)